# ستيفانيا روكا

ستيفانيا روتشا في 2008

ستيفانيا روتشا (بالإيطالية: Stefania Rocca)‏ وهي ممثلة إيطالية ولدت في يوم 24 أبريل 1971 في مدينة تورينو في إيطاليا، مثلت في فلم نيرفانا وفي فيلم السيد ريبلي الموهوب ومثلت دور مريم أخت لعازر في فلم يسوع.

## روابط خارجية
- ستيفانيا روكا على موقع IMDb (الإنجليزية)
- ستيفانيا روكا على موقع روتن توميتوز (الإنجليزية)
- ستيفانيا روكا على موقع ألو سيني (الفرنسية)
- ستيفانيا روكا على موقع أول موفي (الإنجليزية)
- ستيفانيا روكا على موقع قاعدة بيانات الأفلام السويدية (السويدية)
- ستيفانيا روكا على موقع إن إن دي بي (الإنجليزية)
- ستيفانيا روكا على موقع قاعدة بيانات الفيلم (الإنجليزية)
- ستيفانيا روكا على موقع كينوبويسك (الروسية)